# 中国人民大学校友列表
毕业于中国人民大学，或者曾在中国人民大学任教的学者、政界、商界或其他知名人士。

## 学者
- 戴逸：著名历史学家
- 吴玉章：著名教育家、历史学家、语言文字学家
- 成仿吾：著名教育家、文学家
- 范文澜：国学大师、著名历史学家
- 艾思奇：著名哲学家
- 艾青：著名诗人、作家
- 何思敬：著名哲学家、社会学家、历史学家
- 苗力田：著名西方哲学家、古希腊哲学家、教育家、翻译家
- 石峻：著名哲学家
- 舒也：人文学者
- 高王凌：历史学者
- 查瑞传：人口学家
- 刘铮：人口学家
- 戴世光：统计学家
- 高鸿业：经济学家
- 宋涛：马克思主义经济学家
- 陈达：社会学家
- 冯其庸：红学家，人大国学院院长2005～2008
- 钱理群：北京大学中文系教授，现代文学专业博士生导师（新闻系，1956年－1960年）
- 周其仁：经济学家，北京大学中国经济研究中心主任、教授（1978年－1982年）
- 程晓农：普林斯顿大学社会学博士，美国《当代中国研究》（Modern China Studies）杂志主编（经济学硕士，1985）
- 黄达：中国经济学家，曾任中国人民大学校长。首届“中国金融学科终身成就奖”获得者（华北联合大学政治学院财经系）
- 吴树青：全国人大常委，曾任中国人民大学副校长、研究生院院长、北京大学校长，著名经济学家
- 顾海良：武汉大学前校长，武汉大学前党委书记。经济学家、教育家，马列主义经济学者

## 作家
- 王小波：男 知名作家（贸易经济系，1978年－1982年）
- 高玉宝：男（1927-2019）作家（1962年毕业于中国人民大学新闻系）
- 吕海瑛：男（1932-2013）山东诸城市昌城镇王家巴山人，笔名 韶珂，1962毕业于人大新闻系，科普作家，诗人、中国科普研究所创始人，先后编辑并出版了，《奔向金色的明天》 、《茅以升科普文集》、《桥话》、《国防科普佳作选》、《广播科普佳作选》、《彗星撞击后的思考》、《福州乌山品茶记》、《科普所工作回忆散记》、《中华职业道德》等书籍和文章，多次获得部级奖励。
- 艾青: 著名诗人、作家
- 方蔚林: 独立诗人、剧作家、作家
- 张洁 : 1960年毕业於中国人民大学计划统计系。著名女作家。长篇小说《沉重的翅膀》（获全国第2届茅盾文学奖，张洁获意大利1989年度“玛拉帕尔帝”国际文学奖
- 梁衡 : 1968年毕业于中国人民大学。原国家新闻出版署副署长，现任人民日报副总编辑、中国人民大学新闻学院博士生导师、中国作协全委会委员、中国记者协会全委会常务理事、人教版中小学教材总顾问。著名的新闻理论家、散文家、科普作家、政论家。主要作品：《数理化通俗演义》；《新闻三部曲》。有散文集：《名山大川感思录》《当代散文名家精品文库——梁衡卷》等。学术论文集：《梁衡文集》九卷；有《跨越百年的美丽》《把栏杆拍遍》《壶口瀑布》等入选中学课本
- 毛高田 : 1961年毕业於中国人民大学哲学系研究生班。笔名大巴山人、河湟浪人、东方散人、青海孤客等
- 苏珊珊 : 著名畅销作家。主要作品：《全世爱》（1、2、3）《流经存在的邂逅》

## 传媒
- 杨伟光 : 前中国中央电视台台长，国家广播电影电视总局副局长
- 徐心华 : 经济日报社社长
- 张万象 : 新华社总编辑
- 保育钧 :《人民日报》社副总编
- 陈昌本 : 中国文化部副部长
- 邵华泽 :《人民日报》社社长、总编辑
- 吴冷西 : 曾任新华社社长、总编辑，人民日报社总编辑，广播电视部部长，全国新闻工作者协会主席
- 曾子墨 : 凤凰卫视主持人（1991年进入中国人民大学学习国际金融，一年后赴美留学）
- 刘建宏 : 中国中央电视台著名主持人（1986级人大新闻系本科）
- 张斌 : 中国中央电视台著名主持人（1991届人大新闻系毕业）
- 王小节 :中国中央电视台著名记者（1999届人大新闻系毕业）
- 秦卫 : 中国中央电视台综合频道副总监（人大新闻系毕业）
- 胡舒立 ：财新传媒总编辑（新闻系，1978年－1982年）
- 李峰 : 中国中央电视台国际频道（CCTV—4）《海峡两岸》担任制片人、主持人 (2003年获中国人民大学新闻学院新闻学硕士)
- 赵音奇 : 中国中央电视台《希望英语》栏目主持人 (毕业于人民大学商学院，管理学硕士，会计专业)
- 陈晓琳 ： 广东电视台综艺节目主持人，第二届金话筒奖获得者（1988年毕业于中国人民大学新闻系）
- 金正昆 : 中国中央电视台《百家讲坛》栏目主讲社交和商务礼仪(1986年国际政治系毕业)
- 王端端 : 中国中央电视台(CCTV)中文国际频道(CCTV-4)《中国新闻》主持人
- 陳興昌：香港九龍巴士顧問、前亞視新聞副總裁、主播
- 李家文：香港樹仁大學新聞系助理教授、無綫新聞前主播

## 政界
- 雷洋：中国循环经济协会生态文明中心主任。
- 孫中山：北平中国大学创立人及首任校董。
- 宋教仁：北平中国大学校长及教授。
- 黄兴：北平中国大学第二任校长及教授。
- 汪精衛：北平中国大学校董及校监。
- 冯玉祥：北平中国大学校董。
- 陳獨秀： 北平中国大学教授, 中國共产党創立人及首任總書記, 中國第四(托派)國際共产党創立人及首任總書記
- 李大钊：北平中国大学教授, 共产党早期领导人。
- 刘延东：中共十七、十八届中央政治局委员，中华人民共和国国务院副总理
- 马凯： 中共第十五届中纪委委员，第十六至十八届中央委员，十八届中共中央政治局委员、国务院副总理（1982年中国人民大学政治经济系研究生毕业）
- 芮杏文：前中央书记处书记，上海市委书记（1950年在中国人民大学企业管理专业专修科学习）
- 江青：原政治局委员, 毛泽东夫人（陕北公学学生, 鲁迅艺术学院戏剧系指导员）
- 陈伯达：前北平中国大学教授、陕北公学教员、前政治局委员。
- 杨白冰：曾任中央政治局委员、中央书记处书记、中央军委秘书长
- 肖扬：前最高人民法院院长，首席大法官（中国人民大学法律系，1957年－1962年，本科）
- 李鹿野：曾任中国常驻联合国代表
- 卓琳: 邓小平夫人, 中央军委办公厅顾问 (1937年11年考入陕北公学，毕业后分配到陕北公学图书馆工作，任陕北公学政治辅导员)
- 王如玄：中華民國勞委會主委
- 肖捷：全国人大常委会副委员长，国务委员、国务院秘书长（财政金融学院，财政学本科，1978-1982）
- 朱文榘：中华全国工商业联合会副主席，天津市人大副主任
- 刘志强：加拿大维多利亚市市长
- 刘鹤：中共十九届中央政治局委员、国务院副总理
- 刘鸿儒：前中国证券监督管理委员会主席
- 邵宗明：国家统计局副局长
- 张 塞：曾任国家统计局局长
- 潘功胜：中国人民银行行长
- 高昌礼：原司法部部长
- 马  原：最高人民法院副院长（法学院毕业）
- 林  准：最高人民法院副院长
- 公丕祥：江苏省高级人民法院院长（法学院毕业）
- 张军：曾任中共中央纪委副书记、司法部部长，现任最高人民检察院检察长（法学院毕业）
- 祝铭山：原最高人民法院副院长，现任全国人大内务司法委员会副主任（法学院毕业）
- 王景荣：原最高人民法院副院长，四川省委副书记（法学院毕业）
- 何访拔：北京市人民检察院检察长（法学院毕业）
- 杨业勤：原辽宁省人民检察院检察长（法学院毕业）
- 姜  伟：黑龙江省人民检察院检察长（法学院毕业）
- 张济民：青海省人民检察院检察长
- 吉  林：曾任北京市政法委书记，现任北京市政协主席（法学院毕业）
- 李适时：曾任国务院法制办公室副主任，现任国务院副秘书长（法学院毕业）
- 白美清：曾任国务院副秘书长
- 楚 庄：民进中央副主席
- 陈锦华：全国政协副主席、中国企业家协会会长（曾任国家体改委、国家计委主任）
- 张怀西：全国政协副主席（中国人民大学中共党史系，1957年－1961年，本科）
- 宋德敏：全国政协秘书长
- 朱作霖：全国政协副秘书长
- 卢之超：全国政协副秘书长
- 李容光：全国总工会副主席
- 李星浩：国务院侨办副主任
- 李 岩：中央直属机关工委副书记
- 刘济民：曾任国务院副秘书长
- 柳随年：曾任国家计委副主任、国务院副秘书长、国家物资部部长，全国人大财经委主任委员
- 刘 政：全国人大常委会副秘书长
- 王厚德：曾任全国供销合作总社副主任，全国总工会副主席
- 王曾敬：原纺织部副部长
- 王忍之：曾任中共中央宣传部部长、中国社会科学院党委书记，著名理论家
- 夏道生：国务院外事办副主任
- 曾宪林：曾任国家科委副主任、国家计委副主任、轻工业部部长
- 张天保：原国家教育部副部长（法学院毕业）
- 张志坚：曾任国家机构编制委办公室主任，国家人事部副部长
- 朱 训：原地矿部部长，全国政协秘书长
- 马毅民：曾任国家物资部副部长
- 程连昌：曾任国家人事部部长
- 王春正：国家计委常务副主任（正部级）
- 高强：前国务院卫生部部长，现副部长（1944年出生，毕业于中国人民大学经济系世界经济专业）
- 崔建民：原国家审计署审计长
- 郭 济：国务院机关事务管理局局长
- 骆惠宁：曾任中共青海、山西省委书记，现任香港中联办主任
- 郭振乾：原国家审计署审计长
- 韩叙：曾任外交部副部长、中国驻美大使
- 贺光辉：曾任国家体改委副主任
- 何光远：曾任国家机械工业部部长
- 江 平：曾任国家民委副主任、中央统战部副部长
- 张晓明：国务院港澳办公室副主任（法学院毕业）
- 孟学农： 中共第十六、十七、十八届中央委员。现任第十二届全国政协常务委员会委员、兼全国政协社会和法制委员会主任。
- 徐光春：现任河南省省委书记（原《光明日报》社总编辑，中共中央宣传部副部长 国家广播电影电视总局局长现任河南省委书记，中国人民大学新闻系，1969年毕业，本科）
- 韩长赋：现任农业部部长、党组书记，曾任吉林省省长（1954年出生，中国人民大学农业经济系毕业）
- 胡福明：江苏省政协主席（《实践是检验真理的唯一标准》作者）
- 陈焕友：江苏省省委书记
- 吕传赞：河北省人大主任
- 张健民：北京市人大主任
- 芮杏文：曾任中共上海市委书记、中央书记处书记、国家计委副主任，全国政协常委
- 陈焕友：前江苏省省委书记（中国人民大学工业经济系，1955年毕业，本科）
- 李泽民：前浙江省省委书记（中国人民大学中共党史系，1960年毕业，本科）
- 何竹康：曾任河南省、吉林省省委书记，人大常委会主任
- 陈 明：曾任陕西省副省长、全国侨联副主席
- 陈远武：曾任贵州省人大副主任
- 侯志英：河南省人大副主任
- 胡厚钧：吉林省政协副主席
- 黄 浩：广东省政协副主席
- 黄渐鸿：沈阳军区副政委，中将
- 贾 才：内蒙古自治区人大副主任
- 马存亮：新疆自治区人大副主任
- 光 敏：山西省人大副主任
- 刘 枫：浙江省政协主席、浙江省委副书记
- 李永进：河北省人大副主任
- 李志坚：北京市委副书记 国家体育总局党组书记
- 鲁学政：天津市人大副主任
- 饶凤翥：甘肃省纪委书记
- 宋 峻：福建省人大副主任
- 宋 明：曾任安徽省副省长、安徽省政协副主席
- 孙家贤：曾任宁波市委书记，浙江省政协副主席
- 孙祥炎：山西省人大副主任
- 王 民：山西省人大副主任
- 王其超：中共浙江省纪委书记
- 徐炳忠：北京市人大副主任
- 饶用虞：四川省人大副主任
- 郑良玉：江西省副省长
- 杜大仕：甘肃省政协副主席
- 徐学孟：山东省人大副主任
- 张毓环：天津市人大副主任
- 姚如学：河南省政协副主席
- 俞海潮：湖南省人大副主任
- 张百发：曾任北京市常务副市长
- 张怀西：江苏省副省长
- 雷 宇：广西自治区副主席
- 许柏年：内蒙古自治区政协副主席
- 王如玄：台灣勞工委員會主委
- 郑必坚：曾任中央总书记秘书，中央宣传部副部长，著名政治经济学家
- 陆百甫：国务院发展研究中心主任
- 逄先知：中央文献研究室主任，著名理论家
- 齐怀远：国务院外事办主任，中国人民对外友协会长
- 沙健孙：中共中央党史研究室副主任，著名理论家
- 宋书声：中共中央马恩列斯著作编译局局长
- 苏 星：《求是》杂志总编辑，中共中央党校常务副校长
- 孙尚清：曾任国务院发展研究中心主任，著名经济学家
- 藤文生：中共中央文献研究室主任、著名理论家，江泽民总书记特别助理
- 桂世镛：国务院政策研究室主任（曾任人民日报总编辑、国家计委副主任、国家行政学院常务副院长）
- 杨志今：文化部副部长
- 梅建平：科学技术部党组成员
- 于伟国：福建省委书记
- 梁美芬：香港立法會議員，香港城市大學法學院副教授
- 林玉鳳：澳門立法會議員，澳門大學社會科學學院副教授
- 潘演：越南共产党第七届中央委员，第八届、第九届中央政治局委员、书记处常务书记 (1956－1960年，中国人民大学计划经济系)
- 杨松贺：河南省副省长
- 杜德印：2007年1月31日，北京市第十二届人民代表大会第五次会议上当选为北京市人大常委会主任。 2008年1月26日，当选北京市十三届人大常委会主任
- 刘志华：原北京市副市长
- 赵勇：曾任第十届全国政协常委，共青团中央书记处(常务)书记、全国青联主席、中共河北省委副书记、国家体育总局副局长，现任国家民委副主任
- 司佩蘭：德國外交官，德國外交部亞太司長、前德國駐華大使館參贊。

## 商界
- 苏宁：现任中国银联董事长，曾任中国人民银行副行长兼上海第二总部主任（信息学院，本科，1978－1982）
- 汪建熙：中国国际金融公司董事长（商学院，会计学本科）
- 谢平：中央匯金投資有限責任公司总经理（经济学院，经济学博士，1985-1988）
- 项俊波：中国农业银行董事长, 中国保监会主席（财政金融学院，财政系本科，1981-1985）
- 肖钢：中国银行董事长（法学院，国际经济法硕士学位，1993-1996）
- 张 肖：中国工商银行行长
- 何迪 : 瑞士银行投资银行（IBD）副主席
- 汪涛 : 瑞银集团（UBS）中国首席经济学家、董事总经理（人大经济学学士，纽约大学经济学博士）
- 刘乐飞 : 中信产业基金董事长兼CEO （经济学学士）
- 王庆 : 摩根斯坦利中国首席经济学家（中国人民大学宏观经济管理学硕士，马里兰大学经济学博士）
- 陈小宪：中信银行行长（本科，1978-1982）
- 曹  彤：中信银行副行长，（财政金融学院，财政学本科，1986－1990）
- 刘强东 : 京东商城创始人兼CEO（社会学系本科，1992年-1996年）
- 邱晴：中國光大集團董事长兼总经理（曾任中国人民银行副行长）
- 刘乐飞：中信产业投资基金公司董事长（经济学学士学位，1991－1995）
- 马庆泉：广发基金董事长（经济学院，经济学博士，1985-1988）前证券业协会秘书长、嘉实基金董事长，广发证券总裁
- 李振宁：上海睿信投资管理有限公司董事长（经济学院，西方经济学硕士，1982－1985）
- 裘国根：上海重阳投资有限公司董事长（经济学院，本科+硕士，1987-1993）
- 王  庆：摩根士丹利大中华区首席经济学家（经济学院，本科+硕士，1987-1993）
- 张  磊：高瓴资本管理有限公司创始人（财政金融学院，国际金融本科，1989-1993）
- 黎  辉：美美国华平投资亚洲公司董事总经理（经济学院，经济学本科，1989-1992）原摩根士丹利亚洲副总裁、高盛亚洲执行董事
- 段永平：步步高电子工业有限公司董事长兼总经理（经济学院，数量经济学硕士研究生，1986－1988）
- 戴志康：证大投资集团董事长（财政金融学院，国际金融本科，1981－1985）
- 叶澄海：深圳信立泰藥業股份有限公司董事长（国际关系学院，国际政治本科，1964－1968）
- 任志强 : 华远集团总裁（法学院法律硕士）
- 乔虹 : 高盛亚洲执行董事及资深经济学家（人大经济学院国际贸易专业本科，斯坦福大学经济学博士）
- 王玉锁：新奥集团董事局主席
- 严介和：太平洋建设集团董事长CEO（商学院，首届MBA）
- 黄光裕：国美集团董事长
- 陈金飞：北京通产投资集团总裁（经济学学士）
- 丁玉华：三角集团董事长兼总裁（商学院，05级EMBA）
- 林雷：新华信国际信息咨询（北京）有限公司总裁兼联合CEO（信息学院，数量经济本科，1986-1990）
- 宋丽萍 : 深圳证券交易所总经理
- 许小年 : 高华证劵董事总经理兼研究部主管
- 刘明辉 : 中国燃气控股有限公司总裁
- 杨鶤 : 招商证券股份有限公司总裁
- 谢平 : 中国投资有限责任公司副总经理
- 陈金飞 : 北京通产投资集团董事长
- 王明夫 : 和君创业咨询公司董事长
- 陈国栋 : 联想控股副总裁兼融科智地总裁
- 王群 : 华润雪花董事总经理
- 冯小平 : 《新周报》报社社长
- 汪静 : 美国高通公司大中华区董事长
- 王玉锁 : 新奥集团董事局主席
- 邱晴 : 中国光大（集团）公司董事长、总经理，曾任中国人民银行副行长
- 马庆泉 : 广发基金董事长，（前证券业协会秘书长、嘉实基金董事长，广发证券总裁，1988年经济学博士）
- 陈向东 : 新东方教育科技集团副总裁
- 易小迪 : 阳光100置业集团董事长
- 谢文 : 和讯网CEO
- 裘国根 : 重阳投资公司董事长（2010年福布斯中国富豪榜第325位）
- 黄益平 : 花旗集团董事总经理、亚太区首席经济学家
- 吴国迪 : 中国国际能源集团董事局主席(2005年福布斯中国富豪榜第13位)
- 陈小宪 : 中信实业银行行长
- 韩敬远 : 中国东方集团主席兼行政总裁
- 曹远征 : 中银国际控股有限公司首席经济学家
- 于英杰 : 加拿大皇家银行（北京）副行长
- 王天 : 中国银行总行人力资源部主管
- 姜波 : 中国光大银行总行副行长
- 陈贤丰 : 华北制药股份有限公司董事长兼总经理
- 陈济生 : 北京医药股份有限公司董事长

## 体育
- 郭晶晶: 奥运跳水金牌获得者, 悉尼奥运会获得女子3米跳板个人银牌，与伏明霞合作获得女子双人3米跳板跳水银牌。 雅典奥运会、北京奥运会女子3米板单人、双人冠军（与吴敏霞）。连续五次在世锦赛上包揽了3米板单、双人金牌，成为世锦赛双料五连冠第一人。大满贯得主。被称为“中国跳水界领军人物”
- 梁艳:   女排五连冠唯一全勤女将， 第23届奥运会女子排球金牌得主
- 王军霞:  长跑世界冠军, 中国历史上最出色的田径选手。1996年首次参加奥运会，以14分59秒88的成绩获得女子5000米金牌 ，并获女子10000米银牌，成为中国第一位获奥运会长跑金牌的运动员。被誉为“东方神鹿”
- 莫慧兰 : 体操世界冠军
- 桑雪: 悉尼奥运会女子双人十米台跳水冠军
- 唐凌: 柔道奥运冠军
- 李昕: 著名女子篮球运动员
- 吴敏霞: 奥运跳水金牌获得者
- 陈若琳 : 2007年世锦赛女子跳台单人、双人冠军，北京奥运会女子跳台单人、双人冠军，2009年罗马世锦赛女子双人跳台跳水冠军。2011年上海游泳世锦赛跳水女双10米台冠军。中国队实现女台大满贯的第一人
- 胡佳 : 悉尼奥运会男子10米跳台单人、双人亚军。雅典奥运会男子10米跳台冠军 。2005年 游泳世锦赛男子十米台单人赛金牌、双人银牌(与杨景辉)，十运会男子十米台银牌
- 秦凯 : 2007年世界游泳锦标赛男子单人、双人三米板冠军、北京奥运会男子单人三米板季军、 双人三米板冠军、2011年上海世界游泳锦标赛男子双人3米板冠军
- 林跃 : 2007年墨尔本世界游泳锦标赛男子双人十米台冠军、北京奥运会男子双人十米台跳台冠军
- 火亮 : 2007年墨尔本世界游泳锦标赛男子双人十米台冠军、北京奥运会男子双人十米台跳台冠军、2011年上海世界游泳锦标赛男子双人十米台冠军
- 周吕鑫 : 北京奥运会男子十米台亚军、十一运会男子跳台双人亚军、单人冠军、广州亚运会双人台冠军
- 何姿 : 2007年世锦赛女子1米板金牌、十一运会女子一米跳板金牌、第17届跳水世界杯女子单人3米板获得冠军、2011年上海世界游泳锦标赛女子双人三米板冠军（与吴敏霞）、单人亚军
- 李娜 : 2000年悉尼奥运会与桑雪一起夺得女子10米台双人冠军、2003年世界杯锦标赛女子10米台冠军
- 李婷 : 2004年雅典奥运会女子双人十米台冠军
- 彭勃 : 2004年雅典奥运会男子3米跳板金牌

注：许多知名体育界校友是在体育领域出名后才进入人民大学学习的。

## 艺术
- 华君武：画家
- 范曾：画家
- 郭兰英：著名女高音歌唱家（华北联合大学戏剧系）
- 陳贊業：画家

## 社会活动
- 张志新：文化大革命时期被迫害致死的烈士（俄语系，1951年－1952年）
- 林昭: 持不同政见者（新闻系1958-1960）
- 林希翎: 持不同政见者（法律系），被胡耀邦誉为“最勇敢最有才华的女青年”， 校长吴玉章曾在颐和园中专门找了一个地方供她写作
- 王实味 : 《野百合花》的作者 (陕北公学)
- 远志明 : 美国华人牧师，《河殇》撰稿者之一
- 郭宝胜 : 美国华人牧师，政论家，宗教学者，异见人士。人民大学哲学系90级
- 谢韬 : 中国民主社会主义的倡导者
- 詹姆斯·乔治·温纳瑞斯 : 中国人民志愿军俘虏, 山东大学教授
- 张鸣 : 人大教授，异见人士
- 叶茂 : 美国常春藤名校之一康奈尔大学校董事会学生董事，是8所常春藤名校有史以来首位中国大陆藉校董
- 毛新宇 : 解放军少将，毛泽东唯一的孙子（历史系92届本科）
- 丁子霖 : 天安门母亲活动人
- 任不寐 : 互聯網活動人、异见人士
- 蒋培坤 : 异见人士
- 魏京生 : 异见人士
- 江棋生 : 异见人士
- 刘贤斌 : 异见人士
- 李克洲 : 民间经济学家

## 名誉博士
- 约翰·哈桑尼
- 罗伯特·蒙代尔
- 愛德華多·杜阿爾德
- 竹下登
- 莫拉莱斯[1]

## 名誉教授
- 約瑟夫·斯蒂格利茨
- 米高·斯彭斯
- 約翰·福布斯·納什
- 贾格迪什·巴格沃蒂
- 尼克拉斯·斯特恩
- 池田大作
- 胡安·安东尼奥·萨马兰奇[1]